# Marcelo Ramos (político)
Marcelo Ramos Rodrigues (Manaus, 29 de agosto de 1973) é um advogado e político brasileiro, filiado ao Partido dos Trabalhadores (PT). Foi vereador de Manaus e deputado estadual do Amazonas. Anteriormente, exerceu também os cargos de subsecretário municipal de Esportes de Manaus entre 2005 e 2006 sob a gestão do prefeito Serafim Corrêa e Chefe de Gabinete do Departamento de Relações Internacionais do Ministério do Esporte no governo Lula em 2006 sob o comando de Orlando Silva.
Iniciou a sua vida política sendo presidente do grêmio estudantil e depois dirigente nacional da União da Juventude Socialista.

## Carreira política
Começou a carreira política ao se candidatar a vereador de Manaus pela primeira vez em 2000 como membro do Partido Comunista do Brasil (PCdoB).
Nas eleições de 2004, candidatou-se a vereador de Manaus, chegando a ser primeiro suplente da coligação PT-PCdoB. Suplente de Francisco Praciano, foi efetivado vereador de Manaus com a posse deste como deputado federal em fevereiro de 2007, sendo reeleito em 2008.
Foi eleito deputado estadual em 2010, já filiado ao Partido Socialista Brasileiro (PSB). Concorreu ao governo do Amazonas em 2014. Obteve 179.758 votos, sem lograr êxito, ficando em terceiro.
Nas eleições de 2016, Marcelo Ramos se candidatou a prefeito de Manaus pelo Partido da República (PR). No primeiro turno, obteve 257 698 (24,86% dos votos válidos) enfrentando Arthur Virgílio Neto (PSDB). No segundo turno, obteve 457 807 (44,04% dos votos válidos), sendo derrotado por Arthur Virgílio Neto que foi reeleito prefeito de Manaus.
Em 2018, foi eleito deputado federal pelo Amazonas pelo PR. 
Foi eleito primeiro vice-presidente da Câmara dos Deputados do Brasil em 2021. Em 23 de maio de 2022, foi destituido por Arthur Lira da vice-presidência. Segundo Lira, o afastamento foi estritamente regimental em função da troca de partido pelo deputado e que só foi publicada depois que o ministro do TSE Alexandre de Moraes revogou uma liminar que havia concedido e que mantinha Ramos no cargo.